# Subaleco (Palaca)
Subaleco (Suba Lesu, Subalesu) ist ein osttimoresischer Ort im Suco Sanirin (Verwaltungsamt Balibo, Gemeinde Bobonaro). Er liegt in einer Meereshöhe von 558 m im Südosten der Aldeia Palaca, am Südhang des Gebirgszugs des Foho Lauleun.  Östlich befindet sich das Dorf Subaleco Foho, südlich der kleine Ort Tapo.